# Padova villamosvonal-hálózata
Padova villamosvonal-hálózata (olasz nyelven: tranvia di Padova) Olaszország Padova városában található. Összesen egy vonalból áll, további kettő tervezés alatt. A hálózat teljes hossza 10,3 km. Jelenlegi üzemeltetője az APS.
A villamosüzem a francia NTL Translohr rendszerén alapul. A járművek gumikeréken haladnak, az úttest közepén egy vezetősín található. Az áramellátás felsővezetékről történik, a feszültség 750 V egyenáram. 

## Története
Az első lóvasút 1883. július 5-én nyílt meg, amelyet 1907-ben elektromos rendszerűre építettek át. A villamoson 18 ülő és 20 állóhely volt, maximális sebessége 18 km/h volt. 1954-ben a városon belül a villamossíneket felszedték.
2006. december 6-án kezdte meg a Translohr rendszerű villamos a működését, majd 2009. december 5-én meghosszabbították a vasútállomástól Pontevigodarzeréig. Az első vonal 6,7 km-ről így 10,3 km hosszú lett és 14 jármű szállítja az utasokat. A tervekben négy útvonalból álló hálózat kiépítése szerepel.
A város közösségi közlekedését az APS Holding üzemelteti.
A hivatalos utasforgalom 2007. március 24-én indult el.

## Útvonalak
- 1: Pontevigodarzere - Stazione FS - Guizza

## Képek

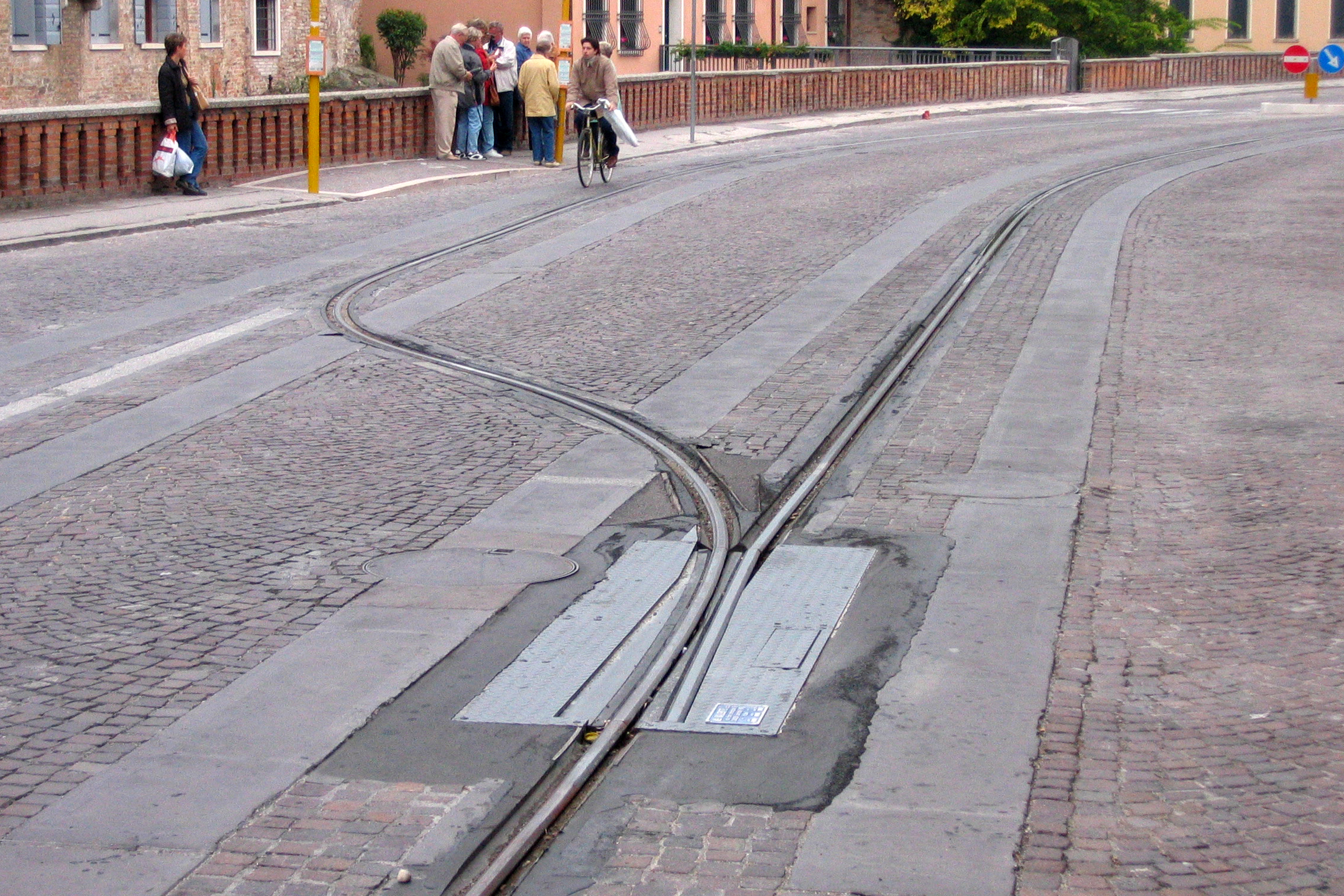
Kitérő a villamosvonalán
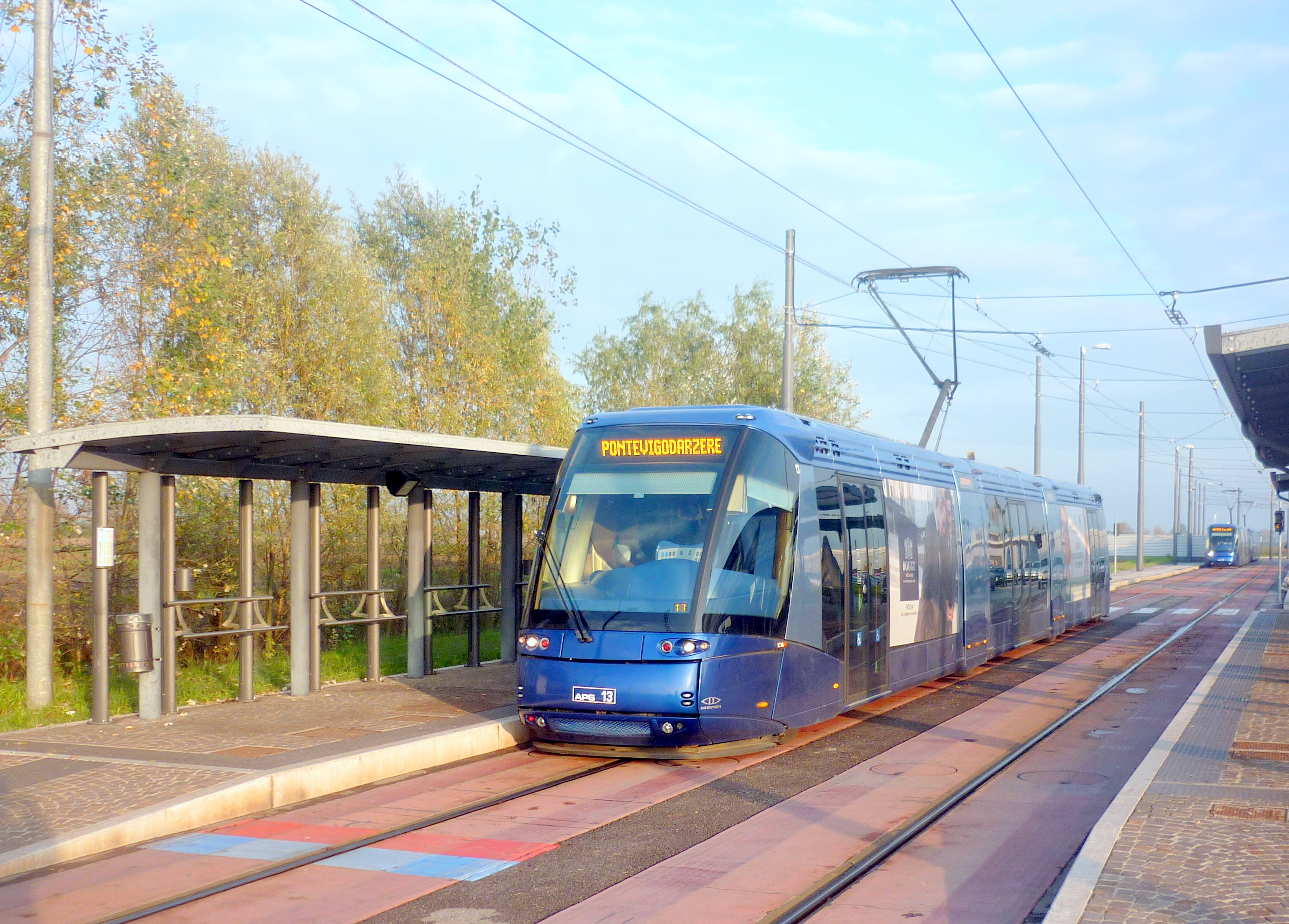
Villamos érkezik
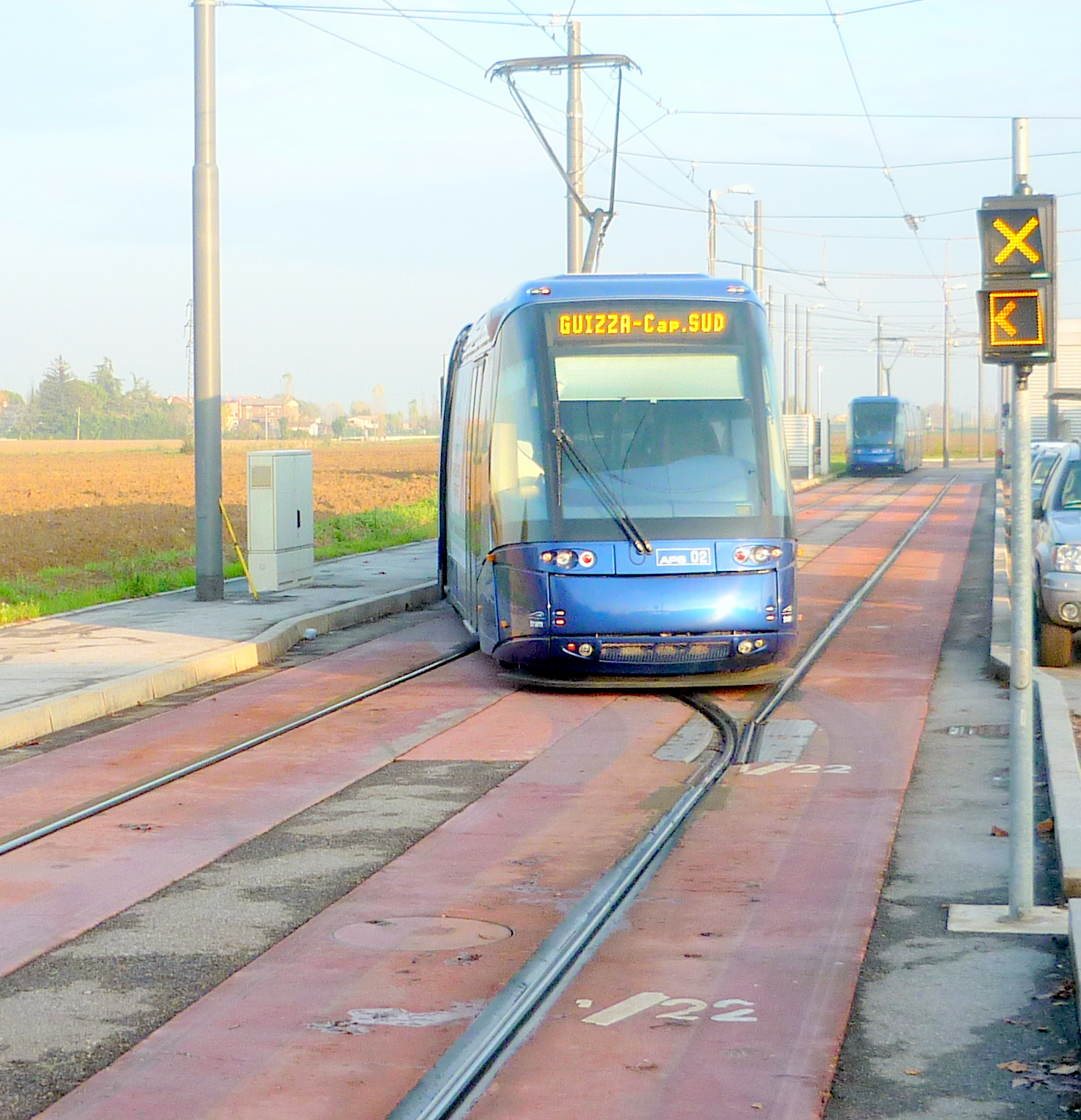
Egy jármű kitérőn halad keresztül
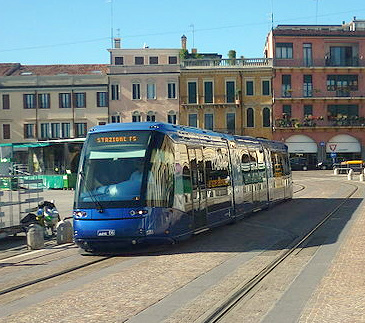
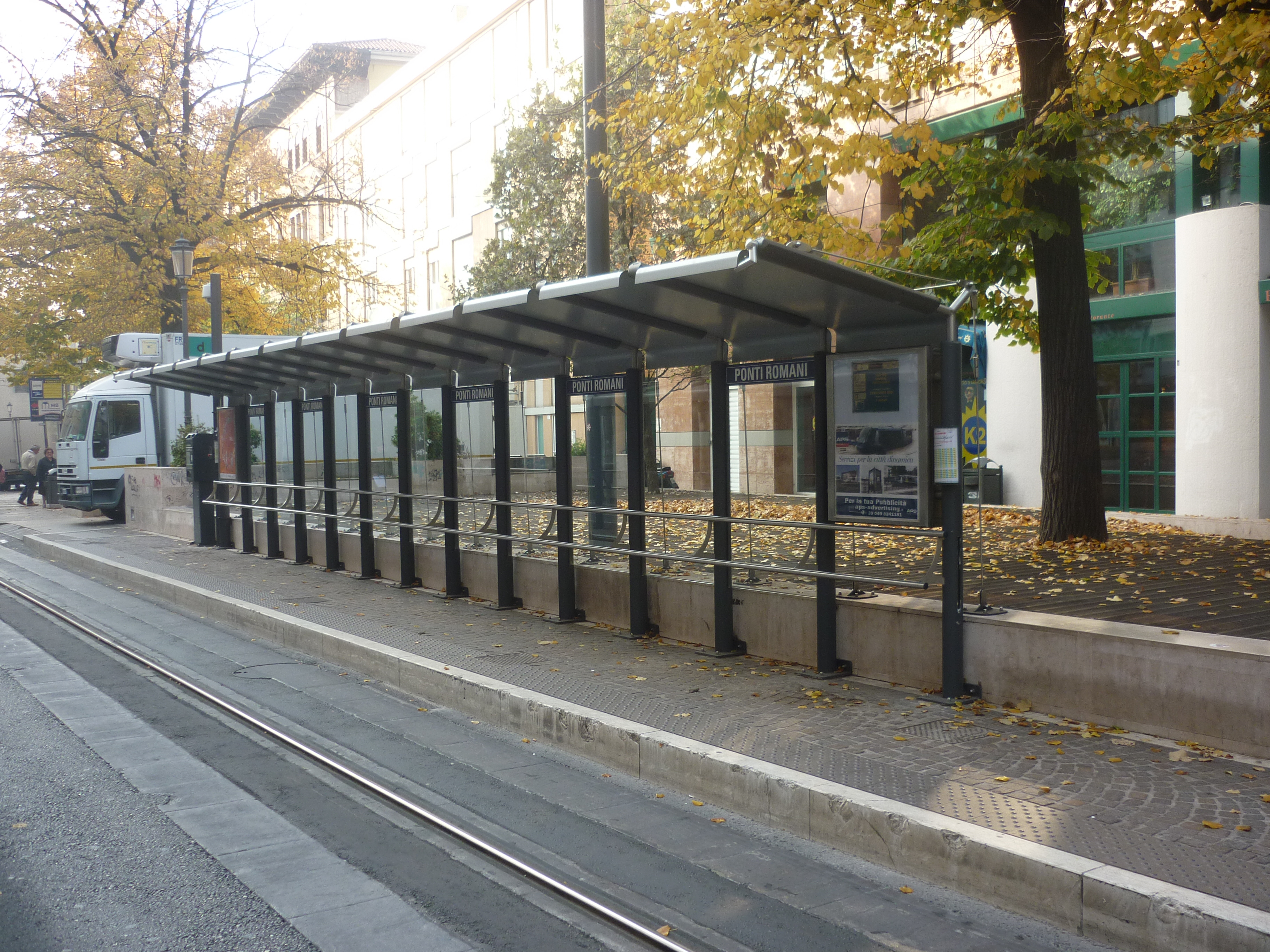
Villamosmegálló